# Rocce a melilite
Le rocce a melilite costituiscono un gruppo di rocce magmatiche o ignee, sia intrusive che effusive, caratterizzate dalla presenza del minerale melilite [(Ca,Na)2(Al,Mg,Fe2+)(Si,Al)2O7] tra i componenti essenziali. Più precisamente vengono incluse in questo gruppo le rocce che contengono più del 10% in volume di melilite e che, nel caso siano presenti dei feldspatoidi, contengono una quantità di melilite superiore ad essi. Alcune di queste rocce (l'alnoite e la polzenite) erano in precedenza incluse tra i lamprofiri.
 
La necessità di distinguere le rocce a melilite dalle altre rocce ignee, pur avendo spesso composizioni che potrebbero rientrare nel diagramma QAPF, è di natura petrologica: le caratteristiche geochimiche ne postulano un'origine da magmi diversi da quelli delle rocce che non contengono questo minerale.

Per queste rocce esiste una classificazione generale con ulteriori distinzioni all'interno in base ai minerali presenti e alle loro percentuali in volume.

La classificazione generale divide le rocce a melilite in due gruppi:
1. Melilitoliti: sono le rocce melilitiche a giacitura intrusiva.
2. Melilititi: sono le rocce melilitiche a giacitura effusiva.

## Origine delle rocce a melilite
Alcune di queste rocce sembrano essersi formate per reazione di un magma sottosaturo in silice con dei calcari. Altre derivano da un magma originato nel mantello e sembrano apparentemente non contaminate dalla crosta terrestre.